# Дугалд
Дугалд (англ. Dugald) — город в канадской провинции Манитоба в 22 километрах на восток от Виннипега.
Население города около 800 человек.
1 сентября 1947 года вблизи города произошло крушение двух поездов при котором погибли 31 человек.